# Катастрофа Boeing 747 над Локерби
Взрыв Boeing 747 над Локерби — крупная авиационная катастрофа в результате теракта, произошедшая в среду 21 декабря 1988 года. Авиалайнер Boeing 747-121 авиакомпании Pan American совершал плановый межконтинентальный рейс PA103 по маршруту Франкфурт-на-Майне—Лондон—Нью-Йорк—Детройт, но через 58 минут после вылета из Лондона в его грузовом отсеке в носовой части произошёл взрыв пластичной взрывчатки семтекс, уничтоживший самолёт; горящие обломки лайнера рухнули на город Локерби (Шотландия). В катастрофе погибли 270 человек — все находившиеся на борту самолёта 259 человек (243 пассажира и 16 членов экипажа) и 11 человек на земле.

## Самолёт
Boeing 747-121 (регистрационный номер N739PA, заводской 19646, серийный 015) был выпущен в 1970 году (первый полёт совершил 25 января). 15 февраля того же года был передан авиакомпании Pan American, в которой получил имя Clipper Maid of the Seas (первоначально Clipper Morning Light); он был передан Pan American через месяц после того, как она начала эксплуатировать Boeing 747. Оснащён четырьмя турбовентиляторными двигателями Pratt & Whitney JT9D-7A. На день катастрофы 18-летний авиалайнер совершил 16 497 циклов «взлёт-посадка» и налетал 72 464 часа.

## Экипаж и пассажиры
Самолётом управлял очень опытный экипаж, состав которого был таким:
- Командир воздушного судна (КВС) — 55-летний Джеймс Б. Маккуори (англ. James B. McQuarrie). Очень опытный пилот, проходил службу в ВВС США. Проработал в авиакомпании Pan American 24 года (с 1964 года). Управлял самолётами Douglas DC-3, Boeing 707, Boeing 727 и Lockheed L-1011 TriStar. Налетал 10 910 часов, 4107 из них на Boeing 747.
- Второй пилот — 52-летний Рэймонд Р. Уогнер (англ. Raymond R. Wagner). Очень опытный пилот, также (как и КВС) проходил службу в ВВС США. Проработал в авиакомпании Pan American 22 года (с 1966 года). Управлял самолётами Boeing 707 и Boeing 727. Налетал 11 855 часов, 5517 из них на Boeing 747.
- Бортинженер — 46-летний Джерри Д. Эвритт (англ. Jerry D. Avritt). Проработал в авиакомпании Pan American 8 лет (с 1980 года), ранее работал в авиакомпании National Airlines (проработал в ней 14 лет; с 1966 года). Налетал 8068 часов, 487 из них на Boeing 747.

В салоне самолёта работали 13 бортпроводников:
- Мэри Г. Мёрфи (англ. Mary G. Murphy), 51 год.
- Милутин Велимирович (англ. Milutin Velimirovich), 35 лет.
- Элизабет Н. Авуан (фр. Elisabeth N. Avoyne), 44 года.
- Ноэль Л. Берти (фр. Noelle L. Berti), 41 год.
- Сив Ю. Энгстрём (швед. Siv U. Engstrom), 51 год.
- Стейси Д. Франклин (англ. Stacie D. Franklin), 20 лет.
- Пол И. Гаррет (англ. Paul I. Garret), 41 год.
- Элке Е. Кюне (нем. Elke E. Kuhne), 43 года.
- Мария Н. Ларракоэчеа (исп. Maria N. Larracoechea), 39 лет.
- Лилибет Т. Макалолоой (исп. Lilibeth T. Macalolooy), 27 лет.
- Джослин Рейна (англ. Jocelyn Reina), 26 лет.
- Мира Ж. Ройял (исп. Myra J. Royal), 30 лет.
- Ирья С. Скйябо (норв. Irja S. Skabo), 38 лет.

| Гражданство людей на борту | Гражданство людей на борту | Гражданство людей на борту | Гражданство людей на борту |
| Гражданство                | Пассажиры                  | Экипаж                     | Всего                      |
| -------------------------- | -------------------------- | -------------------------- | -------------------------- |
| Аргентина                  | 2                          | 0                          | 2                          |
| Бельгия                    | 1                          | 0                          | 1                          |
| Боливия                    | 1                          | 0                          | 1                          |
| Канада                     | 2                          | 0                          | 2                          |
| Франция                    | 2                          | 1                          | 3                          |
| ФРГ                        | 3                          | 1                          | 4                          |
| Венгрия                    | 4                          | 0                          | 4                          |
| Индия                      | 3                          | 0                          | 3                          |
| Ирландия                   | 3                          | 0                          | 3                          |
| Израиль                    | 1                          | 0                          | 1                          |
| Италия                     | 2                          | 0                          | 2                          |
| Ямайка                     | 1                          | 0                          | 1                          |
| Япония                     | 1                          | 0                          | 1                          |
| Норвегия                   | 1                          | 0                          | 1                          |
| Филиппины                  | 1                          | 0                          | 1                          |
| ЮАР                        | 1                          | 0                          | 1                          |
| Испания                    | 0                          | 1                          | 1                          |
| Швеция                     | 2                          | 1                          | 3                          |
| Швейцария                  | 1                          | 0                          | 1                          |
| Тринидад и Тобаго          | 1                          | 0                          | 1                          |
| Великобритания             | 31                         | 1                          | 32                         |
| США                        | 179                        | 11                         | 190                        |
| Всего                      | 243                        | 16                         | 259                        |

Всего на борту самолёта находились 259 человек — 16 членов экипажа и 243 пассажира.

## Хронология событий

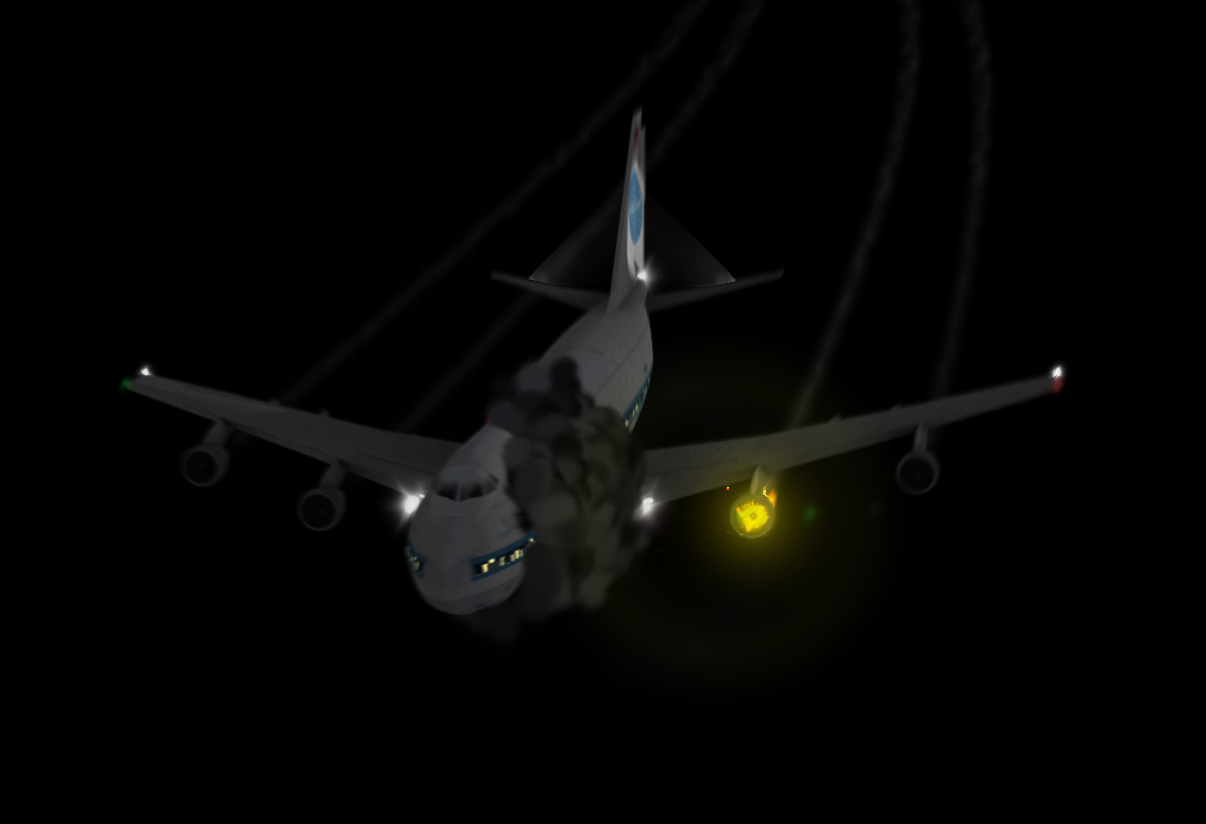
Компьютерная реконструкция теракта (момент взрыва бомбы)

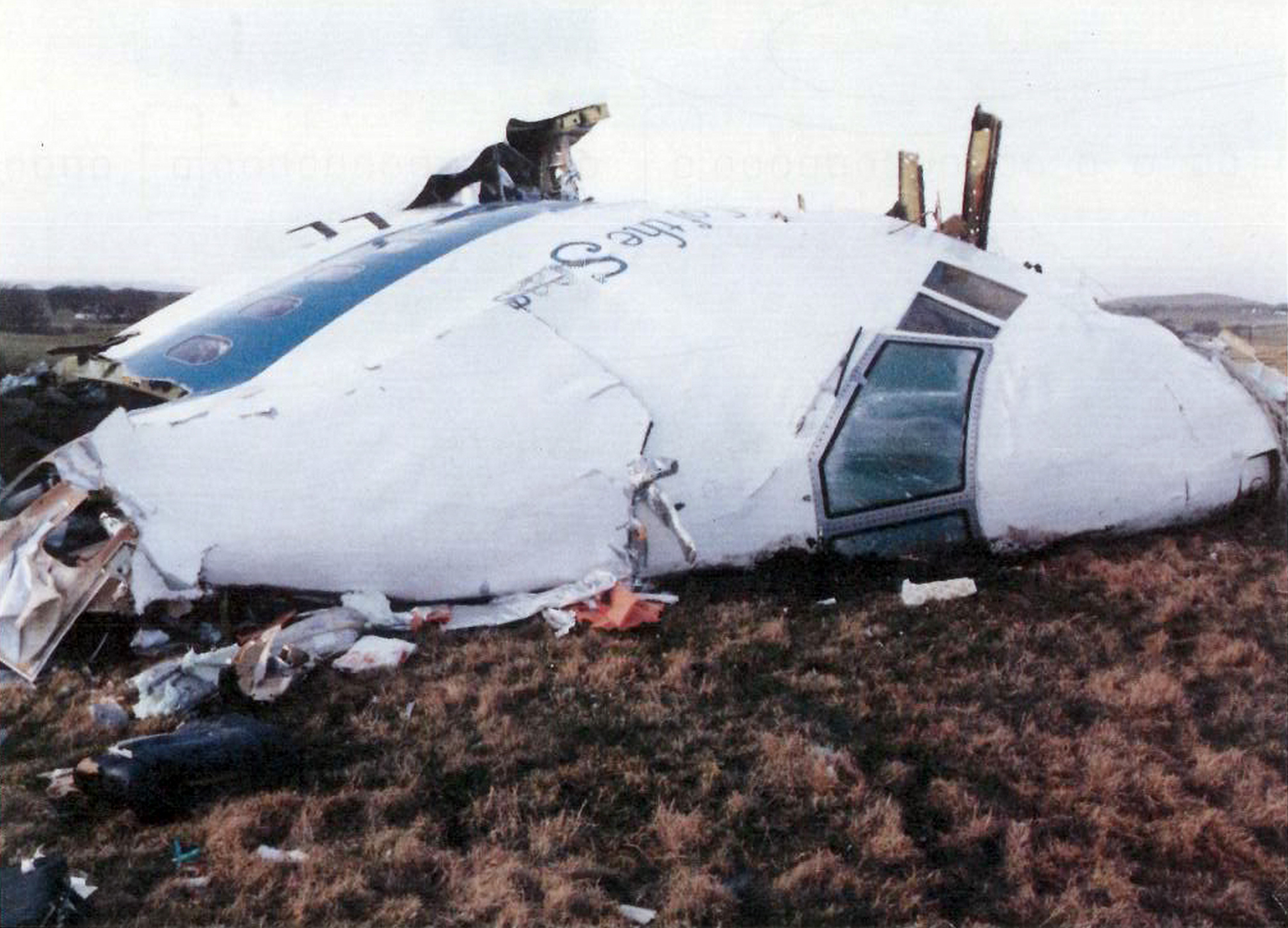
Обломок носовой части рейса 103

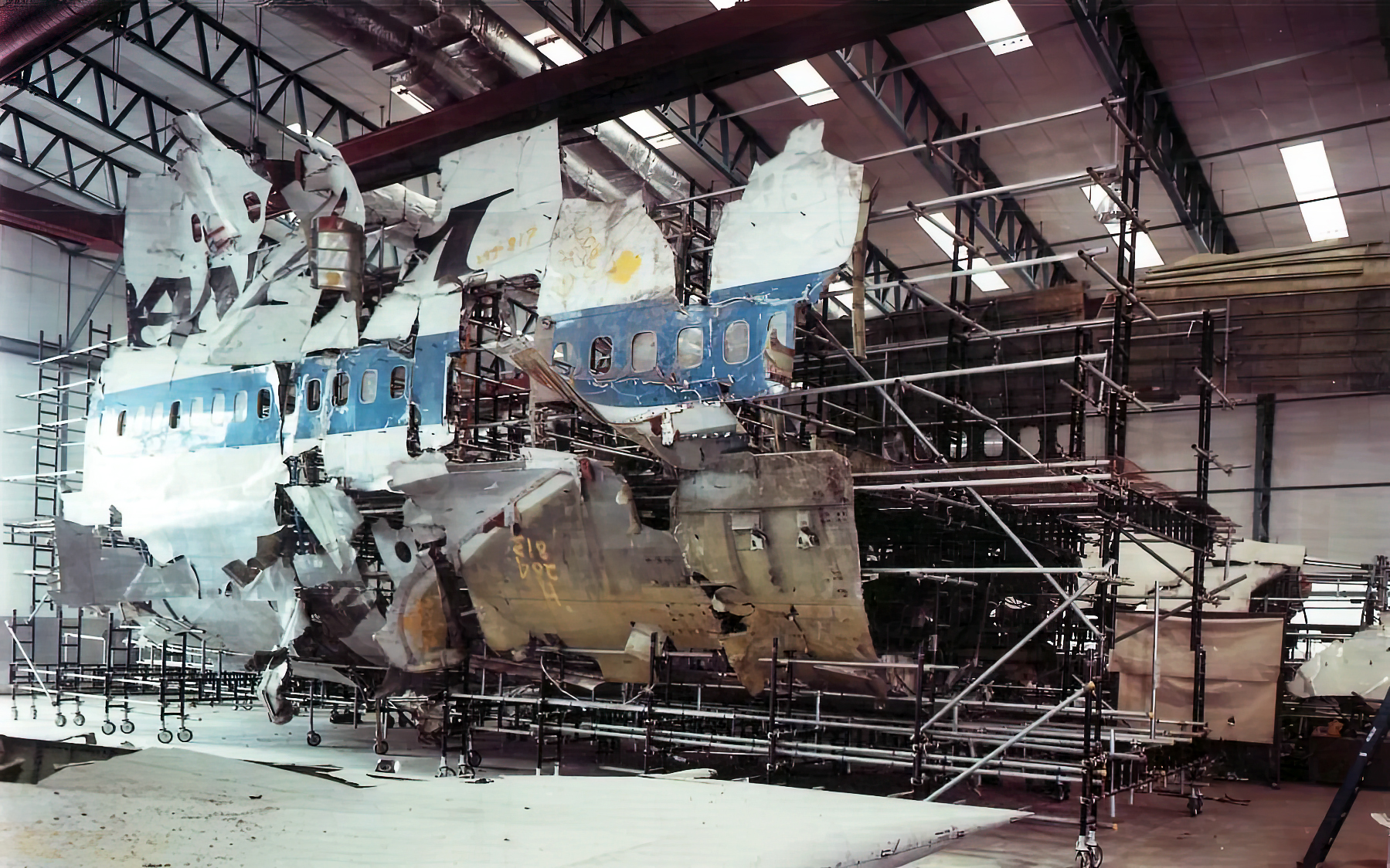
Раскладка обломков рейса 103

21 декабря 1988 года рейс PA103 вылетел из Франкфурта-на-Майне в Лондон; его выполнял Boeing 727 авиакомпании Pan American, поскольку Boeing 747-121 борт N739PA в это время находился в Лондоне. Уже в Лондоне все пассажиры и багаж с Boeing 727 (в том числе багаж без сопровождения) фидерным рейсом были перевезены на Boeing 747, которому уже предстояло лететь в Детройт с промежуточной посадкой в Нью-Йорке.
Рейс PA103 вылетел из Лондона в 18:04 UTC и взял курс на Нью-Йорк. В 19:02, когда самолёт пролетал над Шотландией на эшелоне FL310 (9450 метров), в грузовом отсеке в носовой части самолёта произошёл взрыв, воздействие которого было усилено разницей между давлением внутри самолёта и давлением воздуха на эшелоне FL310. В левой части фюзеляжа (под буквой «P» логотипа «PAN AM») образовалась дыра шириной 50 сантиметров. В результате повреждения тросов управления лайнер накренился влево и перешёл в пикирование.
Как впоследствии установили специалисты Министерства транспорта Великобритании, носовая часть самолёта вместе с кабиной пилотов фактически была оторвана от фюзеляжа в течение 3 секунд с момента взрыва, её задрало вверх и развернуло в сторону хвостовой части наподобие крышки консервной банки, после чего она отлетела назад, сбила двигатель №4 (правый крайний) и рухнула на землю на некотором расстоянии от Локерби. Основная часть фюзеляжа продолжала двигаться вперёд и вниз и на высоте 5800 метров перешла в практически отвесное падение, при этом фюзеляж разрушался на части.
Первой на землю рухнула центральная секция с правым крылом, при ударе о землю произошло воспламенение 91 тонны авиатоплива, находившегося в баках самолёта; взрыв уничтожил несколько домов в районе падения. Ещё один крупный обломок фюзеляжа упал на жилой дом в 800 метрах к северо-востоку. В катастрофе погибли все 259 человек на борту самолёта и ещё 11 человек на земле.

## Расследование
Расследование причин катастрофы рейса PA103 проводил Отдел по расследованию авиационных происшествий Великобритании (англ. Air Accidents Investigation Branch, AAIB).
Окончательный отчёт расследования был опубликован 6 августа 1990 года.
Совместное расследование полиции шотландской области Дамфрис-энд-Галловей и ФБР длилось в течение 3 лет, за это время была исследована территория в 1367 км². Было установлено, что взрыв произошёл в грузовом отсеке, где следовал багаж из Франкфурта-на-Майне. При проверке накладных оказалось, что багаж, следовавший без пассажира с Мальты на рейсе во Франкфурт-на-Майне, был направлен на рейс до Нью-Йорка. Были найдены остатки радиоприёмника «Toshiba», в котором находилась бомба с семтексом в качестве взрывчатого вещества, и остатки коричневого чемодана «Samsonite», в котором находился радиоприёмник; также были найдены клочки от зонтика, двух пар брюк и детского свитера, которые находились в чемодане вместе с бомбой. После был найден кусочек зелёного пластика, который оказался частью взрывного устройства бомбы. Швейцарская компания «Meister & Bollier», которая занималась электроникой, призналась, что этот зелёный кусочек пластика — часть таймера, который они сделали по заказу ливийской разведки (таймер был сделан таким образом, чтобы бомба срабатывала в тот момент, когда лайнер набирал нужную высоту полёта). Было установлено, где были куплены брюки и зонтик, находившиеся в чемодане, — они оказались куплены в небольшом магазине на Мальте. Владелец магазина опознал покупателя — им оказался Абдель Аль-Меграхи, проживавший в то время в отеле неподалёку от бутика.
13 ноября 1991 года было выдвинуто обвинение против двух ливийцев — Абдельбасета Али Махмеда Аль-Меграхи (англ. Abdelbaset Ali Mohmed Al-Megrahi), главы службы безопасности авиакомпании Libyan Arab Airlines, формально являвшегося начальником службы безопасности национального ливийского перевозчика в аэропорту Валлетта на Мальте (на самом деле он был сотрудником ливийских спецслужб и двоюродным братом одного из ближайших соратников Муаммара Каддафи), и Ламина Халифа Фимаха (англ. Lamin Khalifah Fhimah).
Совет безопасности ООН ввёл санкции против Ливии.
11 декабря 2022 года бывший сотрудник ливийской разведки Абу Агила Мохаммад Масуд Хейр Аль-Марими (англ. Abu Agila Mohammad Mas'ud Kheir Al-Marimi), подозреваемый в изготовлении бомбы, уничтожившей рейс PA103, был доставлен в США из Ливии, арестован и в скором времени должен предстать перед судом. Власти США, обнародовав обвинения против Аль-Марими, добивались его экстрадиции с 2020 года.

### Альтернативные версии

#### Обвинения против Ирана и Палестины
В первые этапы расследования причин катастрофы рейса PA103 основная гипотеза предполагала, что теракт был организован совместно Корпусом стражей исламской революции (КСИР) и Народным фронтом освобождения Палестины-Главным командованием (НФОП-ГК).
Бомба, взорвавшаяся на борту рейса 103, напоминала ту, что была обнаружена в багажнике автомобиля члена НФОП-ГК во Франкфурте-на-Майне менее чем за 2 месяца до катастрофы. Обе бомбы находились в радиоприёмниках «Toshiba» и имели схожий состав, но в дальнейшем следователи отказались от этой версии, поскольку оба радиоприёмника «Toshiba» значительно отличались внешне и имели разные способы активации (взрывное устройство НФОП-ГК было оснащено высотомером, а бомба на борту рейса 103 была с таймером); также было установлено, что чемодан с бомбой был доставлен на рейс PA103 в Мальте, где он был помещён в систему хранения багажа ливийцами.
52-летний доктор Джим Свайр, чья 23-летняя дочь Флора (англ. Flora Swire) погибла в катастрофе, неоднократно утверждал, что основную ответственность за атаку несет Иран. По его мнению, США намеренно не исследовали эту версию, чтобы избежать дипломатических осложнений во время переговоров о заложниках в Бейруте. Также Свайр настаивал на оправдании Абдельбасета Али Махмеда Аль-Меграхи, получившего пожизненный срок, вплоть до его освобождения из тюрьмы в 2009 году по соображениям гуманности из-за неизлечимого рака яичек.

#### Обвинения против ЦРУ
В октябре 1989 года бывший агент Моссада Юваль Авив, нанятый авиакомпанией Pan American, предложил ещё одну версию. Согласно ей, сотрудник ЦРУ Мэттью Гэннон и майор Разведывательного управления МО США Чарльз Макки (англ. Charles McKee) узнали о незаконной операции своих коллег по ввозу наркотиков из Ближнего Востока в обмен на данные разведки. Из-за страха разоблачения сотрудники ЦРУ, занимавшиеся незаконными операциями, могли либо передать бомбу на самолёт, либо закрыть глаза на доказательства предстоящего теракта.
Если бы суд принял, что за организацией взрыва стоят сотрудники ЦРУ, это могло бы помочь авиакомпании избежать выплат компенсаций родственникам погибших за халатность. Однако суд отклонил эти обвинения из-за отсутствия доказательной базы.
Данная версия была изложена в 1994 году в фильме Алана Франковича «Мальтийский двойной крест — Локерби».

## Суд
В 1999 году после длительных переговоров глава Ливии Муаммар Каддафи согласился выдать подозреваемых при условии, что суд состоится на нейтральной территории. 5 апреля 1999 года подозреваемые были выданы шотландской полиции в голландском Утрехте, где на бывшей американской военной базе Camp Zeist состоялся суд, действовавший по шотландским законам и вынесший вердикт 31 января 2001 года. Абдельбасет Али Махмед Аль-Меграхи был признан виновным и был приговорён к пожизненному лишению свободы, тогда как Аль Амин Халифа Фимах был признан невиновным.
Аль-Меграхи содержался в шотландской тюрьме Гринок. Множественные апелляции в различные судебные инстанции Шотландии и Европейского союза успеха не принесли.
В 2003 году Ливия признала ответственность своих официальных лиц за взрыв рейса Pan American-103. Ливия заявила, что не намерена признавать вину за совершение теракта над Локерби, однако соглашается с тем, что взрыв был организован одним из официальных лиц ливийского государства.
В соответствии с соглашением, достигнутым между представителями Ливии, Великобритании и США, Ливия выплатила семье каждого из погибших по $ 10 000 000 в обмен на полное снятие экономических санкций с Триполи.

## Освобождение Аль-Меграхи
Решением министра юстиции правительства Шотландии (англ. The Scottish Government Justice Secretary) Кенни МакАскилла 20 августа 2009 года Аль-Меграхи был освобождён в связи с обнаруженным у него раком простаты. Категорический протест против этого решения высказала Государственный секретарь США Хиллари Клинтон. Недовольство решением шотландского правительства также прозвучало в выступлениях президента США Барака Обамы, Генерального прокурора США Эрика Холдера, старшего советника президента США по борьбе с терроризмом Джона Бреннана, нескольких сенаторов США. Директор ФБР Роберт Мюллер написал открытое письмо министру юстиции Шотландии.
20 мая 2012 года Аль-Меграхи умер в своём доме в Ливии.

## Возвращение к «Делу Локерби»
В 2011 году бывший секретарь Главного народного комитета (министр) юстиции Ливии Мустафа Мухаммад Абд-аль-Джалиль в интервью «Associated Press» заявил, что у него якобы есть доказательства того, что Муаммар Каддафи лично отдал приказ взорвать самолёт над Локерби.
В декабре 2018 года дочь члена палестинской террористической ячейки рассказала, что её отец оставил досье, указывающее, что заказчиком теракта рейса PA103 был Иран.

## Дело Аль-Марими
В 2020 году США официально обвинили в изготовлении бомбы, которая взорвалась на борту рейса PA103, ливийца Абу Агила Мохаммада Масуда Хейра Аль-Марими, который на тот момент содержался под стражей в Ливии. В декабре 2022 года власти США сообщили, что он взят под стражу, при этом не уточнив, каким образом его экстрадировали в США.
После этого Палата представителей (парламент) Ливии потребовала возбудить уголовное дело против всех лиц, оказавших содействие экстрадиции Аль-Марими в США, поскольку это дело было окончательно урегулировано с правительством США по официальному соглашению, освободившему Ливию от международной уголовной ответственности и обязавшей выплатить компенсацию семьям погибших на борту рейса 103.

## Культурные аспекты
- Катастрофа упоминается в книге И. А. Муромова «100 великих авиакатастроф» в главе «„Боинг-747“ взорван над Локерби».
- В заставке телесериала «Родина» среди радиопереговоров слышны обрывки фразы «Борт 103 упал в районе „Локерби“».
- Песня «Blown Out Of The Sky» группы «The Exploited» посвящена взрыву рейса 103.
- Взрыв рейса 103 упоминается в фильме «Три икса: Мировое господство».

- «Мальтийский двойной крест — Локерби[англ.]» — документальный фильм-расследование 1994 года американского режиссёра-документалиста Алана Франковича.
- «Локерби» (англ. Lockerbie) — 2 серия 7 сезона канадского документального телесериала «Расследования авиакатастроф», вышедшая в 2009 году.
- «Теракт в Локерби» (англ. The Lockerbie Bombing) — британо-итальянский документальный фильм 2013 года, выпущенный к 25-летию со дня катастрофы[37].
- «Локерби» (англ. Lockerbie) — документальный мини-сериал 2023 года с участием родственников жертв теракта, производства компании Sky Original[38].
- «Назад в Локерби с Лоррейн Келли» (англ. Return to Lockerbie with Lorraine Kelly) — британо-американский документальный фильм 2023 года шотландской журналистки Лоррейн Келли, выпущенный к 35-летию со дня катастрофы[39].
- «Локерби: В поисках правды» (англ. Lockerbie: A Search for Truth) — британо-американский драматический мини-сериал с Колином Фертом в главной роли. Вышел в январе 2025 года.
- Lockerbie: The Bombing of Pan Am 103 — американский документальный мини-сериал производства CNN. Вышел в феврале 2025 года[40][41].
- «Локерби» (англ. The Bombing of Pan Am 103) — британский драматический телесериал производства BBC One, вышедший в мае 2025 года.